# Mesa de los Bancos
Mesa de los Bancos är en ort i Mexiko.   Den ligger i kommunen Mezquital och delstaten Durango, i den centrala delen av landet, 700 km nordväst om huvudstaden Mexico City. Mesa de los Bancos ligger 1 472 meter över havet och antalet invånare är 112.
Terrängen runt Mesa de los Bancos är kuperad österut, men västerut är den bergig. Terrängen runt Mesa de los Bancos sluttar söderut. Runt Mesa de los Bancos är det mycket glesbefolkat, med 3 invånare per kvadratkilometer. Närmaste större samhälle är Huazamota, 13,8 km söder om Mesa de los Bancos. I omgivningarna runt Mesa de los Bancos växer huvudsakligen savannskog.